# Belanga
Belanga is een bestuurslaag in het regentschap Bangli van de provincie Bali, Indonesië. Belanga telt 479 inwoners (volkstelling 2010).